# Ebenaceae
Ebenaceae este o familie de plante cu flori din ordinul Ericales. Cuprinde aproximativ 768 de specii  de arbori și arbuști. 